# Kotaraja
Kotaraja is een plaats in Indonesië, gelegen op het eiland Lombok. 
De plaats staat bekend vanwege de peresehan (stokgevechten), waarbij jonge Sasak mannen elkaar met ratan stokken en gehuld in een buffelhuid een ceremonieel gevecht houden.